# Ahmed Kamel Zane
 (décembre 2024).
Ahmed Kamel Zane (arabe : أحمد كمال زان) est un footballeur algérien né le 28 novembre 1961 à Blida. Il évoluait au poste de Stoppeur.

## Biographie
En club, il évolue pendant quatorze saisons avec l'USM Blida et deux saisons avec le CR Belouizdad.

## Palmarès
- Finaliste en Coupe d'Algérie 1996 avec l'USM Blida
- Champion d'Algérie de D2 en 1992 (Groupe Centre) avec l'USM Blida.